# Mauro Menezes
Pour les articles homonymes, voir Menezes.
Mauro Menezes, né le 27 juillet 1963 à São Paulo, est ancien joueur de tennis brésilien professionnel.

## Palmarès

### Titre en double messieurs
| No | Date       | Nom et lieu du tournoi                  | Catégorie | Dotation  | Surface    | Partenaire     | Finalistes                    | Score    |          |
| -- | ---------- | --------------------------------------- | --------- | --------- | ---------- | -------------- | ----------------------------- | -------- | -------- |
| 1  | 05-11-1990 | Tournoi de tennis d'Itaparica Itaparica |           | 225 000 $ | Dur (ext.) | Fernando Roese | Tomás Carbonell Marcos Górriz | 7-6, 7-5 | Parcours |

### Finales en double messieurs
| No | Date       | Nom et lieu du tournoi    | Catégorie           | Dotation  | Surface         | Vainqueurs                  | Partenaire       | Score         |  |
| -- | ---------- | ------------------------- | ------------------- | --------- | --------------- | --------------------------- | ---------------- | ------------- |  |
| 1  | 06-02-1989 | Chevrolet Classic Guarujá |                     | 100 000 $ | Dur (ext.)      | Ricardo Acioly Dácio Campos | Cesar Kist       | 7-6, 7-6      |  |
| 2  | 15-05-1989 | Italian Open Rome         | Championship Series | 807 500 $ | Terre (ext.)    | Jim Courier Pete Sampras    | Danilo Marcelino | 6-4, 6-3      |  |
| 3  | 09-09-1991 | Phillips Open Brasilia    | World Series        | 225 000 $ | Moquette (ext.) | Kent Kinnear Roger Smith    | Ricardo Acioly   | 6-4, 6-3      |  |
| 4  | 03-02-1992 | Chevrolet Classic Maceió  | World Series        | 130 000 $ | Terre (ext.)    | Gabriel Markus John Sobel   | Ricardo Acioly   | 6-4, 1-6, 7-5 |  |